# Oreneta de les Bahames
L'oreneta de les Bahames (Tachycineta cyaneoviridis) és una espècie d'ocell de la família dels hirundínids (Hirundinidae). És endèmica de les Bahames. Habita els boscos tropicals i subtropicals de frondoses secs i les zones humides, tot i que també se la pot trobar en ambients antropitzats. El seu estat de conservació es considera en perill d'extinció.